# Taal- en spraaktechnologie
Taal- en Spraaktechnologie (TST), ook kortweg taaltechnologie genoemd, is de technologie waarmee geprobeerd wordt de menselijke, talige communicatie na te bootsen.
TST is eigenlijk een containerbegrip. Er zijn vele verschillende technieken nodig om de menselijke communicatie na te bootsen. Mensen zijn redelijk goed in het herkennen van spraak (spraakherkenning) maar nog veel beter in de interpretatie van spraak (spraakinterpretatie). Zo kunnen mensen niet of slecht herkende woorden "alsnog" juist herkennen als ze de context kennen waarbinnen de woorden gesproken werden.
Onderdelen van TST zijn onder meer:
- Spraakherkenning (ASR, STT)
- Sprekerherkenning
- Spraaksynthese (TTS)
- Spellingcontrole
- Information retrieval (IR)